# Татаркин, Александр Иванович
Алекса́ндр Ива́нович Тата́ркин (11 марта 1946, с. Порт-Артур, Чесменский район, Челябинская область — 5 августа 2016, Екатеринбург, Российская Федерация) — советский и российский экономист, академик РАН (2006, членкор 1997), доктор экономических наук (1987), профессор (1990), директор Института экономики УрО РАН (1991—2016), заслуженный деятель науки Российской Федерации (1996). Лауреат премии Правительства РФ (1999).

## Биография
Окончил Троицкий сельскохозяйственный техникум (1964).
В 1964—1965 годах работал в Березинском зерносовхозе (Чесменский район Челябинской области): экономист, главный экономист. Окончил Свердловский юридический институт, с 1973 года работал там же: ассистент, старший преподаватель, доцент кафедры политэкономии.
Кандидат экономических наук (1977, диссертация «Экономическое стимулирование рационального использования материальных ресурсов в условиях полного хозрасчёта: на опыте использования чёрных металлов в машиностроении»); в 1981 году был избран заведующим кафедрой политэкономии института, а в марте 1987 года — одновременно и деканом факультета правовой службы в народном хозяйстве. В 1985 году защитил докторскую диссертацию «Оборотные средства хозрасчётного предприятия (объединения) в системе социалистического производства».
С 1987 года — заместитель директора Института экономики Уральского отделения АН СССР по науке. Член ЦК КПСС (1990—1991). Директор Института экономики Уральского отделения РАН (1991—2016). 30 мая 1997 года избран членом-корреспондентом РАН по Отделению экономики. С 2002 года — член бюро Отделения общественных наук РАН.
Возглавлял объединённый учёный совет по экономическим наукам УрО РАН, являлся членом экспертного совета ВАК России по экономическим наукам. Член экспертной комиссии РСОШ по комплексам предметов «Экономика и управление», главный редактор «Журнала экономической теории», член редакции серии «Экономика» Вестника Челябинского государственного университета, член Совета директоров Челябинского цинкового завода (ЧЦЗ). Избирался председателем Общественной палаты города Екатеринбурга.
Работал заведующем кафедрой политической экономии УрГЭУ, профессором кафедры «Менеджмент и маркетинг» Пермского политехнического университета.
Похоронен на Широкореченском кладбище Екатеринбурга.

## Научная деятельность
Являлся ведущим учёным в области региональной экономики, организатором фундаментальной экономической науки на Урале. Под его руководством основана ведущая научная школа России — уральская научная школа «Региональная конкурентоспособность». Основные труды посвящены управлению регионами и территориальными комплексами, саморазвитию региональных социально-экономических систем, формированию концепции устойчивого социально-экономического развития России и Урала. Им была разработана и реализована методология формирования на Урале инновационных территорий.
Автор и соавтор свыше 400 научных публикаций, в том числе 78 монографий. Под его научным руководством защищено 12 докторских диссертаций, подготовлены 25 кандидатов наук.

## Основные работы
Книги
- Ресурсы хозрасчётного предприятия: механизм управления. — М., 1989;
- Региональная экономика: новый характер территориальных отношений. — М., 1990;
- Технополисы — зоны экономического роста. — М., 1994;
- Экономическая реформа в регионе: проблемы сочетания федерального и территориального. — Екатеринбург, 1994;
- Региональный рынок: предпосылки формирования и функционирования. — Екатеринбург, 1995;
- Уральский регион: последствия экономического реформирования. — Екатеринбург, 1996;
- Миниэкономика. — М.: Наука, 2003. — 487 с. (в соавт. с. Е. В. Поповым)
- Теория эволюции социально-экономических систем. — Екатеринбург: ИЭ УрО РАН, — М.: Экономика, 2008. — 692 с. (совм. с В. И. Маевским);
- Движение регионов России к инновационной экономике. — М.: Наука, 2006. — 404 с. (в соавт. с С. Д. Валентеем, А. Г. Гранбергом и др.);
- Инновационное управление технологическим развитием промышленности региона. — Екатеринбург: изд. ИЭ УрО РАН, 2009. — 478 с. (редактор);
- Инновационное развитие регионов России: теория, практика, управление. — М.: Экономика, 2010. — 242 с. (редактор).

Статьи
- Приоритеты социально-экономического развития Уральского федерального округа // Экономическая наука современной России. — 2001. — № 3.
- Развитие интеграционных процессов как важнейшее условие повышения качества научных исследований // Экономическая наука современной России. — 2002. — Экспресс-выпуск № 1;
- Некипелов А. Д., Татаркин А. И., Попов Е. В. Приоритеты развития современной экономической теории //Экономическая наука современной России. — 2006. — № 3. — С. 127—140.

## Награды и звания
Государственные награды
- заслуженный деятель науки Российской Федерации (1996)[4]
- премия Правительства Российской Федерации в области науки и техники (1999)
- орден Дружбы (2002)[5]
- орден Почёта (2012)[6]

Общественные награды
- золотая медаль ВДНХ (1989)
- международная медаль «Факел Бирмингема» (1994)
- премия имени А. Н. Косыгина (2002)
- международная премия «Хрустальный дракон» (2002)
- орден «Звезда Отечества» (2005)
- победитель IX областного конкурса «Лидер в бизнесе 2005» в номинации «Наука. Передовые технологии»
- премия «Признание» (2006)
- почётная медаль им. В. В. Леонтьева (2007)
- орден им. Св. Праведного Иоанна Кронштадтского «За духовное возрождение России» (2007)
- премия имени М. А. Сергеева (УрО РАН, 2009)
- почётный гражданин города Екатеринбурга (2009)
- знак «За заслуги перед городом Екатеринбургом»
- почётный профессор Казахского экономического университета имени Турара Рыскулова (2010)
- Медаль имени Н. Н. Колосовского (УрО РАН, 15 июня 2016) — за выдающиеся достижения в области региональной экономики